# Tim Johnson (polityk z Dakoty Południowej)
Tim Johnson, właśc. Timothy Peter Johnson (ur. 28 grudnia 1946 w Canton, zm. 8 października 2024 w Sioux Falls) – amerykański polityk, działacz, Partii Demokratycznej, który od 1997 do 2015 roku reprezentował rodzinny stan Dakota Południowa w Senacie Stanów Zjednoczonych (od 2005 jako starszy senator). Przedtem zasiadał dziesięć lat (1987-1997) w Izbie Reprezentantów.

## Przed rozpoczęciem kariery politycznej
Przyszły senator urodził się w Canton, ale wychowywał w innym mieście rodzinnej Dakoty Południowej, Vermillion. Jego rodzice nazywali się Van i Ruth Johnsonowie. Uczęszczał do szkół publicznych w Vermillion, po czym studiował nauki polityczne na University of South Dakota (bakalariat zdobył w 1969 a tytuł master of arts w 1970). Następnie kontynuował podyplomowo naukę na Michigan State University (1970-1971), oraz ukończył prawo na uczelni macierzystej w 1975. W 1969 służył w szeregach US Army.

### Rodzina
Był żonaty z Barbarą Brooks (pochodzącą z Sioux Falls), ma z nią troje dzieci: córkę Kelsey oraz synów Brooksa i Brendana. Brooks, najstarszy syn, jest żołnierzem US Army, który służył w Bośni i Hercegowinie, Kosowie, Korei Południowej, Afganistanie i Iraku (jako jedyne dziecko kongresmena czy senatora). Brendan jest adwokatem w firmie prywatnej w Sioux Falls, zaś Kesley pracuje w Waszyngtonie.
Johnson był luteraninem.

## Wczesna kariera publiczna
- Doradca ds. budżetu w Senacie Stanu Michigan (1971-1972)
- Otwarcie własnej praktyki prawniczej w Vermillon (1975)
- Członek stanowej Izby Reprezentantów Dakoty Pd. (1979-1982)
- Członek stanowego Senatu (1983-1986)
- Zastępca prokuratora w hrabstwie Clay (1985)

## Izba Reprezentantów
Wybrano go na członka federalnej Izby Reprezentantów w listopadzie 1986. Zastąpił na tym stanowisku przyszłego lidera senackiej większości i mniejszości Toma Daschle’a, który w tych wyborach zajął miejsce w Senacie.
Dakota Południowa, jeden z najmniejszych stanów pod względem liczby ludności, wystawia tylko jednego kongresmena. Johnson był nim przez pięć dwuletnich kadencji (3 stycznia 1987 – 3 stycznia 1997).

## Senator Stanów Zjednoczonych
W 1996 uzyskał nominację w walce o fotel senacki (klasa 2), zajmowany przez republikanina Larry’ego Presslera. Johnson pokonał oponenta stosunkiem 51 – 49%. Pressler był jedynym republikaninem pokonanym przez demokratę w senackich wyborach tego roku (w których było wiele tzw. „miejsc otwartych”).
Wybrany ponownie w 2002 przewagą zaledwie 524 głosów nad kongresmenem Johnem Thunem, który w 2004 pokonał Daschle’a i był aż do ustąpienia Johnsona młodszym senatorem.

### Praca w komisjach
Johnson był wiceprzewodniczącym (a od stycznia 2007 nowym przewodniczącym) Komisji Etyki Senatu.

### Pozycje polityczne
Johnson uchodził za jednego z bardziej umiarkowanych, a nawet konserwatywnych demokratów w Senacie, aczkolwiek w wielu wypadkach zajmuje liberalne lub „postępowe” stanowisko. Głosował jednak m.in. za zatwierdzeniem Samuela Alito na sędziego Sądu Najwyższego, jako jeden z zaledwie czterech demokratów (innymi byli Robert Byrd, Kent Conrad i Ben Nelson).
Oto niektóre z jego stanowisk w różnych sprawach
- Popiera prawo do przerywania ciąży, ale z wieloma ograniczeniami
- Popiera legalizację i rozwój badań nad komórkami macierzystymi w celach medycznych
- Popierał projekt poprawki do konstytucji zakazującej niszczenia flagi USA
- Popiera stosowanie kary śmierci
- Uważany za sojusznika w kongresie w kwestii rozwoju edukacji publicznej
- Popiera kontrowersyjny US PATRIOT Act
- Popierał wysłanie wojsk do Iraku, aczkolwiek uchodzi za rzecznika pokojowej polityki zagranicznej

Określany jest często przez znawców amerykańskiej sceny politycznej jako Moderate Liberal Populist.

## Stan zdrowia
13 grudnia 2006 roku podczas udzielania wywiadu w radiu senator Johnson doznał bardzo poważnego wylewu, gdzie konieczna jest operacja wewnątrz czaszki. Po wielomiesięcznej rehabilitacji Johnson powrócił do pracy w Senacie 5 września 2007 roku i został przywitany owacją na stojąco. Zmarł 8 października 2024, w wyniku komplikacji po kolejnym udarze mózgu.